# Кухардт

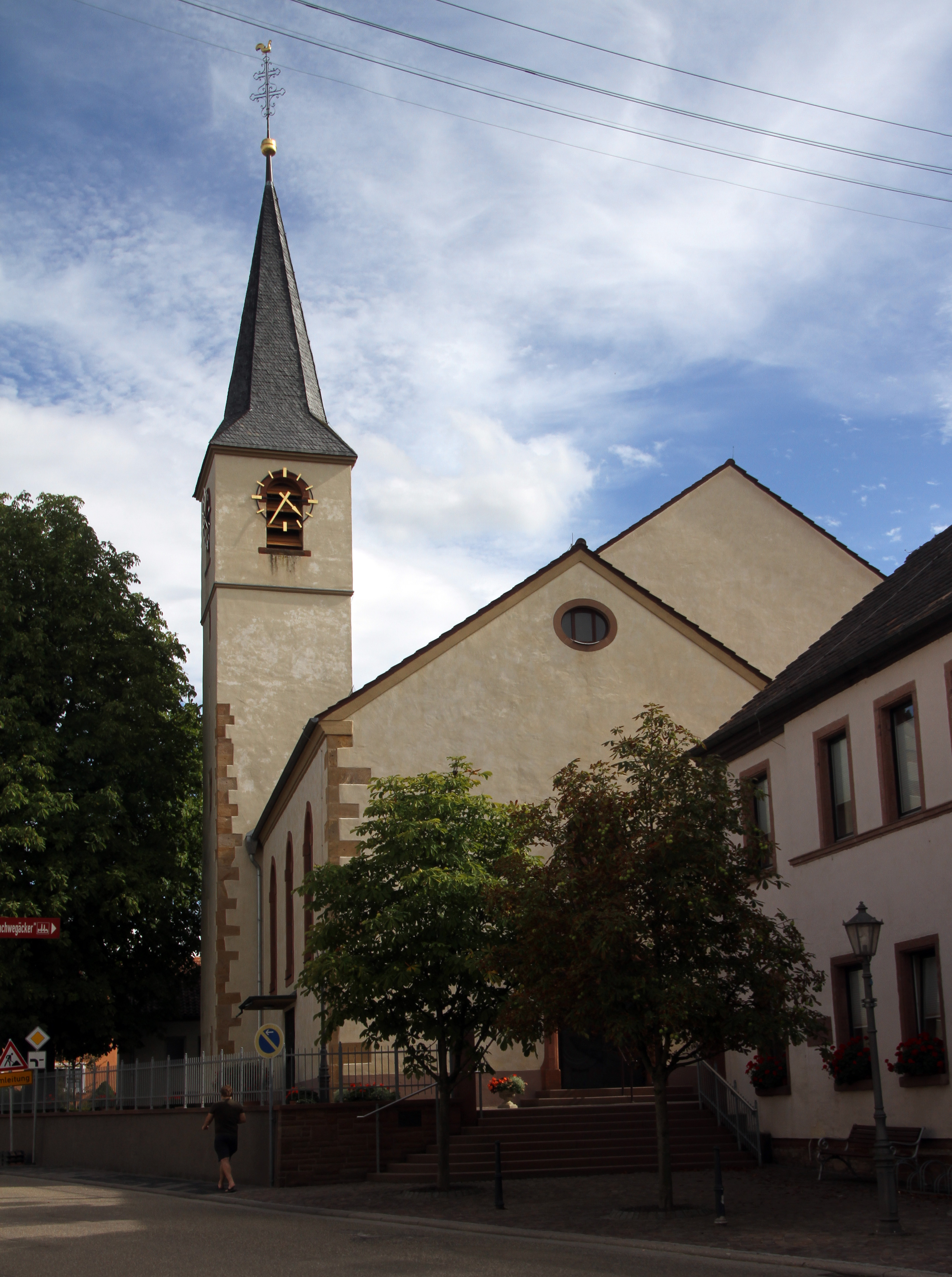

Кухардт (нем. Kuhardt) — коммуна в Германии, в земле Рейнланд-Пфальц. 
Входит в состав района Гермерсхайм. Подчиняется управлению Рюльцхайм.  Население составляет 1914 человек (на 31 декабря 2010 года). Занимает площадь 4,88 км².